# خاویر سونیر
خاویر سونیر (انگلیسی: Javier Soñer؛ زادهٔ ۱۹ مارس ۱۹۹۵) بازیکن فوتبال اهل آرژانتین است.